# Ретрофлексные аффрикаты
Ретрофле́ксные аффрика́ты — согласные звуки со взрывным началом (экскурсией) и щелевым завершением (рекурсией), образуемые при смыкании нижней поверхности загнутой вверх передней части языка с альвеолами. По месту прохождения воздушной струи при образовании щелевой фазы различают срединные и латеральные (боковые) ретрофлексные аффрикаты. По типу фонации различают глухие и звонкие ретрофлексные аффрикаты.

## Срединные
К аффрикатам срединного образования относят глухую аффрикату [ʈʂ] и звонкую аффрикату [ɖʐ]. В основном указанные аффрикаты распространены в регионах Восточной Европы, Центральной и Восточной Азии, а также Центральной и Южной Америки. Они отмечаются в консонантных системах финно-угорских языков, изолированных языков бурушаски и баскского, некоторых памирских, дардских и монгольских языков, китайского и других сино-тибетских языков, языков кечуа и пано-таканских языков. Кроме этого, исследователями отмечаются аффрикаты [ʈʂ] и [ɖʐ] в славянских языках: в польском, в сербохорватском и словацком, а также в лемковском варианте русинского языка. В русском языке звук [ʈʂ] является одним из позиционных аллофонов фонемы /t͡ɕ/: МФА: [ˈɫuʈ͡ʂʂə]о файле «лучше».
В различных языках мира срединные ретрофлексные аффрикаты могут произноситься с дополнительной артикуляцией:
- [ʈʂʰ], [ʰʈʂʰ] — аспирированный (придыхательный) (в северокавказском абхазском языке, в языке бурушаски, в дардских языках торвали и шина, в монгольских дунсянском, монгорском и даурском языках, в тюркском саларском языке, а также в ряде сино-тибеских языков, включая китайский)[10][11];
- [ɳʈʂ], [ɳɖʐ], [ⁿɖʐ] — преназализованный (в некоторых сино-тибетских языках, в дравидийском языке ченчу[англ.], в пано-таканском языке рейесано, в ото-мангском масатекском чикиуитланском языке, в изолированном южноамериканском языке кандоши, в языке хмонг семьи хмонг-мьен)[12][13][14];
- [ɳʈʂʰ] — преназализованный аспирированный (в языке хмонг и в тибетском языке жонгу[англ.])[15];
- [ʈʂʷ], [ɖʐʷ] — лабиализованный (в языке ронга группы банту)[16][17];
- [ʈʂː] — долгий (в ото-мангском языке трики)[18].

В абхазском языке, в омотском языке бенч, в атапаскском языке толова, в восточном кересском языке, в языках мам и попти (хакальтекском) семьи майя, в языке хакару семьи аймара, в языке чипайя семьи уру-чипайя и в чонском языке пуэльче отмечается непульмоническая абруптивная аффриката [ʈʂʼ].

## Латеральные
Наряду со срединными ретрофлексными аффрикатами в языках мира изредка отмечаются латеральные (боковые) ретрофлексные аффрикаты: глухая ʈɭ̊˔ и звонкая [ɖɭ˔]. Обе аффрикаты характерны, в частности, для систем согласных диалекта камвири нуританского языка кати, распространённого в соседних районах Афганистана и Пакистана, и диалекта бхалеси индоарийского языка бхадравахи группы западные пахари, распространённого в индийском штате Джамму и Кашмир.